# Metallochlora rubripuncta
Metallochlora rubripuncta är en fjärilsart som beskrevs av W. Warren 1902. Metallochlora rubripuncta ingår i släktet Metallochlora och familjen mätare. Inga underarter finns listade i Catalogue of Life.